# Mitsubishi Ki-109
Mitsubishi Ki-109 – japoński ciężki myśliwiec przechwytujący z okresu II wojny światowej. Do służby wprowadzono 22 egzemplarze tej maszyny.

## Historia
Napływające od 1943 roku dane o amerykańskim superbombowcu B-29 skłoniły japońskie wojsko do opracowania specjalnego samolotu przeznaczonego wyłącznie do tropienia i niszczenia tych maszyn. Nowy myśliwiec miał być oparty na konstrukcji bombowca Ki-67. Opracowana taktyka przechwytywania zakładała wykorzystanie wyposażonej w radar pokładowy tropiącej wersji samolotu, która wskazywałaby cele dla towarzyszącej jej wersji myśliwskiej. Tak skomplikowany plan szybko zmieniono wprowadzając tylko jeden wariant dziennego samolotu przechwytującego uzbrojonego w działko dużego kalibru. Podstawowe uzbrojenie Ki-109 składało się z ręcznie ładowanego działa kal. 75 mm o zasięgu przekraczającym skuteczny ostrzał z broni pokładowej B-29. Tak skonfigurowany prototyp został oblatany w sierpniu 1944. Po wejściu do produkcji samolot został jeszcze zmodyfikowany – w tylnej wieżyczce umieszczono do obrony karabin maszynowy kal. 12,7 mm, a napęd stanowiły nowe silniki.
Po wejściu do służby okazało się, że samolot nie ma odpowiednich osiągów do walki z B-29.